# مونتايسلو (يوتا)
مونتايسلو (بالإنجليزية: Monticello, Utah)‏ هي مدينة تقع في الولايات المتحدة في مقاطعة سان خوان، يوتا. يقدر عدد سكانها بـ 1,980 نسمة ومساحتها 6.7 كم2 وترتفع عن سطح البحر 2,155 متر.

## التركيبة السكانية
حدّد مكتب تعداد الولايات المتحدة بيانات التركيبة السكانية لمونتايسلو في تعداد الولايات المتحدة. في ما يلي، التركيبة السكانية حسب تعدادي 2000 و2010.

### تعداد عام 2000
بلغ عدد سكان مونتايسلو 1,958 نسمة بحسب تعداد عام 2000، وبلغ عدد الأسر 606 أسرة وعدد العائلات 468 عائلة مقيمة في المدينة. في حين سجلت الكثافة السكانية 206.3 نسمة لكل كيلومتر مربع (534.3/ميل2). وبلغ عدد الوحدات السكنية 717 وحدة بمتوسط كثافة قدره 75.6 لكل كيلومتر مربع (195.8/ميل2).
وتوزع التركيب العرقي للمدينة بنسبة 83.09% من البيض و0.10% من الأمريكيين الأفارقة و6.44% من الأمريكيين الأصليين و0.87% من الأمريكيين ذوي الأصول الآسيوية و0.15% من سكان جزر المحيط الهادئ و7% من الأعراق الأخرى و2.35% من عرقين مختلطين أو أكثر و13.69% من الهسبانيون أو اللاتينيون من أي عرق.
بلغ عدد الأسر 606 أسرة كانت نسبة 44.4% منها لديها أطفال تحت سن الثامنة عشر تعيش معهم، وبلغت نسبة الأزواج القاطنين مع بعضهم البعض 69% من أصل المجموع الكلي للأسر، ونسبة 5.8% من الأسر كان لديها معيلات من الإناث دون وجود شريك،  بينما كانت نسبة 2.5% من الأسر لديها معيلون من الذكور دون وجود شريكة وكانت نسبة 22.8% من غير العائلات. تألفت نسبة 20.8% من أصل جميع الأسر من عدة أفراد يعيشون في نفس المنزل ونسبة 9.4% كانت تتألف من شخص يعيش بمفرده يبلغ من العمر 65 عاماً أو أكثر. وبلغ متوسط حجم الأسرة المعيشية 3.09، أما متوسط حجم العائلات فبلغ 3.65.
بلغ العمر الوسطي للسكان 29.6 عاماً. وكانت نسبة 36.5% من القاطنين تحت سن الثامنة عشر، وكانت نسبة 6.8% بين الثامنة عشر والرابعة والعشرين عاماً، ونسبة 22.8% كانت واقعةً في الفئة العمرية ما بين الخامسة والعشرين والرابعة والأربعين عاماً، ونسبة 17.6% كانت ما بين الخامسة والأربعين والرابعة والستين، ونسبة 12.1% كانت ضمن فئة الخامسة والستين عاماً فما فوق. يوجد لكل 100 أنثى 102.0 ذكر، ويوجد لكل 100 أنثى في الثامنة عشر من عمرها فما فوق 95.8 ذكر.
بلغ متوسط دخل الأسرة في المدينة 35,929 دولارًا، أما متوسط دخل العائلة فبلغ 42,115 دولارًا. وكان متوسط دخل الذكور 31,000 دولارًا مقابل 21,875 دولارًا للإناث. وسجل دخل الفرد الخاص بالمدينة 14,033 دولارًا. وكانت نسبة 6.7% من العائلات ونسبة 8.2% من السكان تحت خط الفقر، وكان من هؤلاء نسبة 8.1% تحت سن الثامنة عشر ونسبة 6.3% في الخامسة والستين من العمر وما فوق.

### تعداد عام 2010
بلغ عدد سكان مونتايسلو 1,972 نسمة بحسب تعداد عام 2010، وبلغ عدد الأسر 615 أسرة وعدد العائلات 482 عائلة مقيمة في المدينة. في حين سجلت الكثافة السكانية 207.8 نسمة لكل كيلومتر مربع (538.2/ميل2). وبلغ عدد الوحدات السكنية 721 وحدة بمتوسط كثافة قدره 76 لكل كيلومتر مربع (196.8/ميل2).
وتوزع التركيب العرقي للمدينة بنسبة 84.89% من البيض و0.35% من الأمريكيين الأفارقة و6.44% من الأمريكيين الأصليين و0.71% من الأمريكيين ذوي الأصول الآسيوية و4.56% من الأعراق الأخرى و3.04% من عرقين مختلطين أو أكثر و13.39% من الهسبانيون أو اللاتينيون من أي عرق.
بلغ عدد الأسر 615 أسرة كانت نسبة 43.1% منها لديها أطفال تحت سن الثامنة عشر تعيش معهم، وبلغت نسبة الأزواج القاطنين مع بعضهم البعض 67% من أصل المجموع الكلي للأسر، ونسبة 7.6% من الأسر كان لديها معيلات من الإناث دون وجود شريك،  بينما كانت نسبة 3.7% من الأسر لديها معيلون من الذكور دون وجود شريكة وكانت نسبة 21.6% من غير العائلات. تألفت نسبة 18.5% من أصل جميع الأسر من عدة أفراد يعيشون في نفس المنزل ونسبة 8.9% كانت تتألف من شخص يعيش بمفرده يبلغ من العمر 65 عاماً أو أكثر. وبلغ متوسط حجم الأسرة المعيشية 3.05، أما متوسط حجم العائلات فبلغ 3.52.
بلغ العمر الوسطي للسكان 32.2 عاماً. وكانت نسبة 33.8% من القاطنين تحت سن الثامنة عشر، وكانت نسبة 6.9% بين الثامنة عشر والرابعة والعشرين عاماً، ونسبة 24.7% كانت واقعةً في الفئة العمرية ما بين الخامسة والعشرين والرابعة والأربعين عاماً، ونسبة 20.9% كانت ما بين الخامسة والأربعين والرابعة والستين، ونسبة 13.7% كانت ضمن فئة الخامسة والستين عاماً فما فوق. وتوزع التركيب الجنسي للسكان بنسبة 52.6% ذكور و47.4% إناث.